# Chicago and North Western Transportation Company
La Chicago and North Western Transportation Company (marchio CNW) era una ferrovia che operava nel Midwest degli Stati Uniti. Era anche conosciuta come North Western. La ferrovia gestiva oltre 5.000 miglia (8.000 km) di binari a cavallo del XX secolo e oltre 12.000 miglia (19.000 km) di binari in sette stati prima del ridimensionamento verso la fine degli anni 1970. Fino al 1972, quando i dipendenti acquistarono l'azienda, era chiamata Chicago and North Western Railway (o Chicago and North Western Railway Company).
La C&NW divenne una delle ferrovie più lunghe negli Stati Uniti a seguito di fusioni con altre ferrovie, come la Chicago Great Western Railway, la Minneapolis and St. Louis Railway e altre. Nel 1995, i tracciati venduti o abbandonati avevano ridotto il chilometraggio totale a circa 5.000. La maggior parte delle linee abbandonate e vendute erano rami leggermente trafficati in Iowa, Illinois, Minnesota, Dakota del Sud e Wisconsin. Le vendite di grandi linee, come quelle che hanno dato origine alla Dakota, Minnesota and Eastern Railroad, hanno ulteriormente contribuito a ridurre la rete ferroviaria verso un nucleo principale con diversi distributori e rami regionali. La Union Pacific Railroad (UP) ha acquistato la società nell'aprile 1995 e l'ha integrata con la propria attività.

## Storia

### 1859-1968
La Chicago and North Western Railway fu istituita il 7 giugno 1859, cinque giorni dopo aver acquistato i beni della fallita Chicago, St. Paul and Fond du Lac Railroad. Il 15 febbraio 1865, si unì ufficialmente con la Galena and Chicago Union Railroad, che era stata istituita il 16 gennaio 1836. Da quando la Galena & Chicago Union entrò in funzione nel dicembre 1848 e la ferrovia Fond du Lac iniziò nel marzo 1855, la Galena and Chicago Union Railroad è considerata l'origine del sistema ferroviario della North Western. La Winona and St. Peter Railroad è stata aggiunta alla rete nel 1867.
Dopo nove anni di fallimento, la C. & N. W. fu riorganizzata nel 1944. Si era rapidamente trasformata in energia diesel, istituendo un enorme negozio diesel a Chicago. Il suo Proviso Freight Yard, 12 miglia (19 km) a ovest del centro della città nell'area suburbana della contea di Cook, fu costruito tra il 1926 e il 1929 e rimase il più grande al mondo, con 224 miglia di tracciato e una capacità di oltre 20.000 vagoni. Le patate dell'ovest erano un carico principale di colture della C. & N. W., e i suoi capannoni di patate a Chicago erano i più grandi della nazione. Trasportava anche barbabietole da zucchero occidentali ed enormi quantità di mais e grano. Questa strada, al pari di altre linee che dipendono fortemente dai movimenti delle colture, è stata influenzata negativamente dalle politiche di credito agricole del governo che hanno sigillato molti prodotti nelle fattorie in cui sono stati prodotti. Sebbene fosse il sedicesimo in termini di entrate operative nel 1938, era l'ottavo delle entrate dei passeggeri tra le strade americane. Ha servito i pendolari di Chicago; i suoi 400 streamliners fornivano il trasporto interurbano e forniva un collegamento orientale per portare i passeggeri della Union Pacific da Omaha e da ovest verso Chicago.
La North Western aveva posseduto la maggior parte delle scorte della Chicago, St. Paul, Minneapolis and Omaha Railway (Omaha Road) dal 1882. Il 1º gennaio 1957, affittò la società, e la fuse nella North Western nel 1972. La linea principale della Omaha Road si estendeva da uno scambio con la North Western a Elroy, Wisconsin, alle Twin Cities, a sud fino a Sioux City, Iowa, e infine a Omaha, Nebraska.
La North Western ha acquisito diverse importanti ferrovie corte durante i suoi ultimi anni. Ha finalizzato l'acquisizione della Litchfield and Madison Railway il 1º gennaio 1958. La ferrovia Litchfield and Madison era una strada ponte di 44 miglia (71 km) da East St. Louis a Litchfield, Illinois. Il 30 luglio 1968, la North Western acquisì due ex ferrovie interurbane: le 36 miglia (58 km) della Des Moines and Central Iowa Railway (DM&CI) e le 110 miglia (180 km) della Fort Dodge, Des Moines and Southern Railway (FDDM&S). La DM&CI ha dato accesso allo stabilimento Firestone di Des Moines, Iowa, e la FDDM&S ha fornito l'accesso ai mulini per il gesso a FFort Dodge, Iowa.
Il 1º novembre 1960, la North Western acquisì le proprietà ferroviarie delle 1.500 miglia (2.400 km) della Minneapolis and St. Louis Railway. Nonostante il suo nome, correva solo da Minneapolis, Minnesota, a Peoria, Illinois. Questa acquisizione ha fornito traffico e materiale rotabile moderno ed ha eliminato la concorrenza.

### 1968-1984
Il 1º luglio 1968, le 1.500 miglia (2.400 km) della Chicago Great Western Railway furono fuse nella North Western. Questa ferrovia si estendeva tra Chicago e Oelwein, Iowa. Da lì le linee andarono alle Twin Cities, Omaha, Nebraska e Kansas City, Missouri. Una connessione da Hayfield, Minnesota, a Clarion, Iowa, ha fornito una linea principale dalle Twin Cities a Omaha. La Chicago Great Western ha duplicato le rotte della North Western da Chicago alle Twin Cities e Omaha, ma ha fatto molta strada. Questa fusione ha fornito l'accesso a Kansas City e ha ulteriormente eliminato la concorrenza. Dopo aver abbandonato un piano per fondersi con la Milwaukee Road nel 1970, Benjamin W. Heineman, che dirigeva la CNW e la madre Northwest Industries dal 1956, organizzò la vendita della ferrovia ai suoi dipendenti nel 1972; formarono la Northwest Industries per rilevare la CNW nel 1968. Le parole "dipendente di proprietà" facevano parte del logo aziendale nel periodo successivo. La ferrovia è stata ribattezzata da Chicago and North Western Railway a Chicago and North Western Transportation Company. I cartelli di segnalazione della ferrovia (CNW) rimasero gli stessi.
Dopo che la Chicago, Rock Island and Pacific Railroad (Rock Island) cessò di esistere il 31 marzo 1980, la North Western vinse una guerra con la Soo Line Railroad per acquistare la "Spine Line" di circa 600 miglia (970 km) tra le Twin Cities e Kansas City, Missouri, tramite Des Moines, Iowa. L'Interstate Commerce Commission (ICC) ha approvato l'offerta della North Western da 93 milioni di dollari il 20 giugno 1983. La linea era ben progettata, ma a causa della manutenzione posticipata da parte della fallita Rock Island, ha richiesto una riabilitazione importante nel 1984. La società iniziò quindi ad abbandonare la sezione da Oelwein a Kansas City del suo ex tracciato Chicago Great Western, che duplicò il servizio della Spine Line.